# Raymond Rabevohitra
(Andrianasolo) Raymond Rabevohitra (1946) es un botánico malgache, y curador asociado en el Centro W.L. Brown, del Missouri Botanical Garden. Es especialista en la familia Fabaceae.
Ingeniero jefe del "Servicio de Aguas y Bosques de Madagascar" (Eaux et Forêts), designado como recolector 631 para el SF serie del Servicio Forestal de Madagascar. Fue miembro de un estudio de impacto ambiental (1989-1990) con el personal del Jardín Botánico de Misuri, encargado por la empresa minera canadiense QIT-Fer & Titane. Y, curador del herbario más tarde, en el Centro Nacional de la Investigación Aplicada de Desarrollo Rural (TEF).

## Algunas publicaciones
- j.m. Bosser, a.r. Rabevohitra. 2005. Espèces nouvelles dans le genre Dalbergia (Fabaceae, Papilionoideae) à Madagascar. Adamsonia 27(2) 209-216

- R. RASOLOMAMPIANINA, X. BAILLY, R. FETIARISON, R. RABEVOHITRA, G. BÉNA, L. RAMAROSON, M. RAHERIMANDIMBY, L. MOULIN, P. DE LAJUDIE, B. DREYFUS, J.-C. AVARRE. 2005. Nitrogen-fixing nodules from rose wood legume trees (Dalbergia spp.) endemic to Madagascar host seven different genera belonging to α- and β-Proteobacteria. Molecular Ecology 14: 4135–4146. doi: 10.1111/j.1365-294X.2005.02730.x

- m. Ducousso, g. Béna, c. Bourgeois, b. Buyck, g. Eyssartier, m. Vincelette, r. Rabevohitra, l. Randrihasipara, b. Dreyfus, y. Prin. 2004. The last common ancestor of Sarcolaenaceae and Asian dipterocarp trees was ectomycorrhizal before the India–Madagascar separation, about 88 million years ago. Molecular Ecology 13: 231–236 doi: 10.1046/j.1365-294X.2003.02032.x

- d.j. du Puy, p.b. Phillipson, r. Rabevohitra. 1995. The genus Delonix (Leguminosae: Caesalpinioideae: Caesalpinieae) in Madagascar. Kew Bull. 50 (3): 445–475

### Libros
- georges Rakotovao, andrianasolo raymond Rabevohitra, philippe colas de Chatelperron, et al. 2012. Atlas des bois de Madagascar. Versailles : Quae DL, 413 pp. ISBN 2759218716, ISBN 9782759218714

- david du Puy, j.n. Labat, r. Rabevohitra. 2002. The Leguminosae of Madagascar. Ed. Kew Publ. 720 pp. ISBN 1900347911 ISBN 978-1900347914

- raymond Rabevohitra, j.p. Abraham, n. Ratsirarisoa. 1989. Lexique des noms vernaculaires repertories à l'herbier du D.R.F.P.-FO.FI.FA., Antananarivo. Ed. Programme forests [sic] naturelles, Botanique forestière, 268 pp.
- La abreviatura «R.Rabev.» se emplea para indicar a Raymond Rabevohitra como autoridad en la descripción y clasificación científica de los vegetales.[5]